# 大象勋章
大象勋章（丹麦语：Elefantordenen），丹麦的骑士团性质勋章，也是丹麦荣誉系统中最高等级的勋章。起源于15世纪，在1693年正式建立。自1849年君主立宪开始时，此勋章作为颁发给他国国家元首的勋章。

## 现今成员
完整列表參見大象騎士列表

### 元首
- 丹麦國王陛下

### 骑士
此表按照颁发时间作为排序，并以授予时头衔来标记：
| 大象骑士                    | 授予时间       | 备注                               | 纹章 |
| --------------------------- | -------------- | ---------------------------------- | ---- |
| 丹麥的瑪格麗特公主          | 1947年4月20日  | 后來的丹麥女王瑪格麗特二世         |      |
| 丹麦的班奈迪克特公主        | 1947年4月20日  | 后来的塞恩-维特根斯泰因-貝勒堡王妃 |      |
| 丹麥的安妮-瑪麗公主         | 1947年4月20日  | 后来的希臘人的王后                 |      |
| 日本皇太子明仁              | 1953年8月8日   | 后来的日本天皇、上皇               |      |
| 挪威王儲哈拉爾              | 1958年2月21日  | 后来的挪威國王                     |      |
| 泰國王后詩麗吉              | 1960年9月6日   | 后来的泰國母后                     |      |
| 丹麥的英格爾夫王子          | 1961年2月17日  | 后来的羅森堡伯爵                   |      |
| 希臘王儲康斯坦丁            | 1962年1月14日  | 后来的希臘人之王                   |      |
| 伊朗皇后法拉赫              | 1963年5月3日   | 無                                 |      |
| 希臘和丹麥的伊蓮妮公主      | 1964年9月11日  | 無                                 |      |
| 希臘和丹麥的米歇爾王子      | 1964年9月11日  | 無                                 |      |
| 瑞典王儲卡爾·古斯塔夫       | 1965年1月12日  | 后来的瑞典國王                     |      |
| 日本常陸宮正仁親王          | 1965年9月28日  | 無                                 |      |
| 比利時列日親王阿爾貝        | 1968年6月18日  | 后来的比利時人之王                 |      |
| 丹麥的約阿基姆王子          | 1972年1月14日  | 無                                 |      |
| 瑞典的克里斯蒂娜公主        | 1973年1月16日  | 無                                 |      |
| 挪威王儲妃宋雅              | 1973年2月12日  | 后来的挪威王后                     |      |
| 威爾斯親王查爾斯            | 1974年4月30日  | 后来的英國國王                     |      |
| 荷蘭的贝娅特丽克丝公主      | 1975年10月29日 | 后来的荷蘭女王                     |      |
| 西班牙國王胡安·卡洛斯一世   | 1980年3月17日  | 無                                 |      |
| 西班牙王后索菲亞            | 1980年3月17日  | 無                                 |      |
| 冰島總統维格迪丝            | 1981年2月25日  | 無                                 |      |
| 葡萄牙總統安東尼奧          | 1984年6月25日  | 無                                 |      |
| 瑞典王后希爾維亞            | 1985年9月3日   | 無                                 |      |
| 挪威王儲哈康                | 1991年7月20日  | 無                                 |      |
| 挪威的玛塔·路易斯公主       | 1992年10月13日 | 無                                 |      |
| 芬蘭總統馬爾蒂              | 1993年7月5日   | 無                                 |      |
| 波蘭總統萊赫                | 1994年9月7日   | 無                                 |      |
| 比利時王后保拉              | 1995年5月16日  | 無                                 |      |
| 瑞典女王儲維多利亞          | 1995年7月14日  | 無                                 |      |
| 丹麥的亞歷山德拉王妃        | 1995年11月17日 | 后来的佛烈德利赫堡女伯爵           |      |
| 冰島總統奧拉維爾            | 1996年11月18日 | 無                                 |      |
| 希臘王儲帕夫洛斯            | 1997年1月14日  | 無                                 |      |
| 拉脫維亞總統貢蒂斯          | 1997年3月18日  | 無                                 |      |
| 奧蘭治親王威廉-亞歷山大     | 1998年1月31日  | 后来的荷蘭國王                     |      |
| 約旦王后努爾                | 1998年4月27日  | 后来的約旦的努爾王后               |      |
| 日本皇后美智子              | 1998年6月2日   | 后来的日本上皇后                   |      |
| 巴西總統費爾南多            | 1999年5月3日   | 無                                 |      |
| 羅馬尼亞總統埃米爾          | 2000年5月23日  | 無                                 |      |
| 保加利亞總統彼得            | 2000年10月17日 | 無                                 |      |
| 泰國王儲瓦吉拉隆功          | 2001年2月7日   | 后来的泰國國王                     |      |
| 芬蘭總統塔里婭              | 2001年4月3日   | 無                                 |      |
| 斯洛文尼亞總統米蘭          | 2001年10月10日 | 無                                 |      |
| 比利時布拉邦公爵菲利普      | 2002年5月28日  | 后来的比利時國王                   |      |
| 盧森堡大公亨利              | 2003年10月20日 | 無                                 |      |
| 盧森堡大公夫人瑪麗亞·特麗莎 | 2003年10月20日 | 無                                 |      |
| 羅馬尼亞總統伊利埃斯庫      | 2004年3月16日  | 無                                 |      |
| 瑪麗·伊麗莎白·唐納森小姐    | 2004年5月9日   | 后来的丹麥王儲妃                   |      |
| 日本皇太子德仁              | 2004年11月16日 | 后来的日本天皇                     |      |
| 保加利亞總統格奧爾基        | 2006年3月29日  | 無                                 |      |
| 巴西總統魯拉                | 2007年9月12日  | 無                                 |      |
| 墨西哥總統费利佩            | 2008年2月18日  | 無                                 |      |
| 丹麥的瑪麗王妃              | 2008年5月24日  | 無                                 |      |
| 大韓民國總統李明博          | 2011年5月11日  | 無                                 |      |
| 斯洛伐克總統伊萬            | 2012年10月23日 | 無                                 |      |
| 芬蘭總統倪尼斯托            | 2013年4月4日   | 無                                 |      |
| 挪威王储妃梅特·玛丽特       | 2014年5月17日  | 無                                 |      |
| 克羅地亞總統伊沃            | 2014年10月21日 | 無                                 |      |
| 荷蘭王后麥克西瑪            | 2015年3月17日  | 無                                 |      |
| 墨西哥總統恩里克            | 2016年4月13日  | 無                                 |      |
| 冰島總統古德尼              | 2017年1月24日  | 無                                 |      |
| 比利時王后瑪蒂爾德          | 2017年3月28日  | 無                                 |      |
| 法國總統馬克宏              | 2018年8月28日  | 無                                 |      |
| 德國總統施泰因迈尔          | 2021年11月10日 | 無                                 |      |
| 挪威的英格丽·亚莉珊德拉公主 | 2022年1月21日  | 無                                 |      |
| 丹麥的克里斯蒂安王子        | 2023年10月15日 | 無                                 |      |